# Blair Bann
Blair Cameron Bann (* 26. Februar 1988 in Edmonton) ist ein kanadischer Volleyball-Nationalspieler. Mit der Nationalmannschaft wurde er u. a. Fünfter bei den Olympischen Spielen. Der Libero spielte für zwei französische Erstligisten und von 2019 bis 2021 erneut für die SWD Powervolleys Düren.

## Karriere
Bann begann seine Karriere an der Picard High School in Edmonton. Ab 2006 spielte er bei den Thunderbirds der University of British Columbia. Dort wurde er von der Canadian Interuniversity Sport dreimal als Libero des Jahres ausgezeichnet. Im Sommer 2008 gab Bann sein Debüt in der kanadischen Nationalmannschaft. Mit der Nationalmannschaft erreichte er den sechsten Platz bei den Panamerikanischen Spielen 2011 und erhielt eine Auszeichnung als bester Annahmespieler des Turniers. 2012 spielte er mit Kanada in der Weltliga.
Anschließend wechselte er zum deutschen Bundesligisten evivo Düren. Mit den Dürenern erreichte er in der Bundesliga das Playoff-Viertelfinale, das ohne Satzgewinn gegen den VfB Friedrichshafen verloren ging. Denselben Gegner konnte Düren mit Bann im Viertelfinale des DVV-Pokals bezwingen, bevor im Halbfinale gegen Generali Haching das Aus kam. 2013 wurde Bann mit Kanada die NORCECA-Vizemeister und bester Annahmespieler des Turniers.  Außerdem spielte er wieder in der Weltliga. Danach ging er zum französischen Erstligisten Nantes Rezé Métropole Volley. In der Weltliga 2014 wurde er Fünfter.
Nach einem Jahr in Frankreich kehrte der Libero zurück nach Düren. Mit den SWD Powervolleys erreichte er in der Saison 2014/15 den dritten Platz in der Bundesliga und das Halbfinale im DVV-Pokal. In der Statistik der Bundesliga-Hauptrunde war er der beste Libero der Saison. Im Sommer 2015 spielte er mit der Nationalmannschaft wieder in der Weltliga; die Kanadier belegten dabei in ihrer Vorrundengruppe in Division II den dritten Rang. In der Saison 2015/16 kam er ins Viertelfinale der Bundesliga-Playoffs; ebenfalls das Viertelfinale erreichten die Dürener im CEV-Pokal.
Mit der kanadischen Nationalmannschaft nahm Bann an den Olympischen Spielen 2016 in Rio de Janeiro teil. Die Kanadier erreichten als Gruppenzweite das Viertelfinale, in dem sie gegen Russland ausschieden. Auch in der Weltliga 2016 war er dabei. In der Saison 2016/17 schied der Libero mit den SWD Powervolleys im Pokal-Viertelfinale aus, erreichte aber in der Bundesliga das Halbfinale und damit den dritten Rang. In der Weltliga 2017 spielte er mit Kanada in Gruppe 1 und gewann durch einen Sieg gegen die USA die Bronzemedaille; Bann erhielt außerdem eine individuelle Auszeichnung als bester Libero der Weltliga. In der Saison 2017/18 kamen die Powervolleys mit Bann ins Achtelfinale des CEV-Pokals, mussten sich aber im Playoff-Viertelfinale der Bundesliga geschlagen geben. Danach wechselte der Libero zum französischen Erstligisten Chaumont Volley-Ball 52. Mit der Nationalmannschaft belegte er in der neuen Nations League den siebten Rang. Mit Chaumont wurde er französischer Vizemeister und er erreichte das Viertelfinale der Champions League. Nach der Saison kehrte er erneut nach Düren zurück. Mit den SWD Powervolleys erreichte er in der Saison 2018/19 das Halbfinale im DVV-Pokal und das Viertelfinale der Bundesliga-Playoffs. Mit der Nationalmannschaft kam er in der Nations League 2019 auf den neunten Rang der Gesamtwertung. Im DVV-Pokal 2019/20 kam Bann mit den SWD Powervolleys ins Finale, das die Mannschaft gegen die Berlin Recycling Volleys verlor. Als die Bundesliga-Saison kurz vor den Playoffs abgebrochen wurde, stand Düren auf dem sechsten Tabellenplatz. In der Saison 2020/21 unterlagen die SWD Powervolleys im Playoff-Halbfinale gegen Berlin und wurden Dritter. Danach wechselte Bann zum Ligakonkurrenten VfB Friedrichshafen.